# Селище імені Чапаєва
Імені Чапаєва (рос. Имени Чапаева) — селище у Мар'яновському районі Омської області Російської Федерації.
Належить до муніципального утворення Заринське сільське поселення. Населення становить 250 осіб.

## Історія
Згідно із законом від 30 липня 2004 року органом місцевого самоврядування є Заринське сільське поселення.

## Населення
| 2010 |
| ---- |
| 250  |